# ズンデルト
ズンデルト（オランダ語: Zundert [ˈzʏndərt] ( 音声ファイル)）は、オランダ、北ブラバント州の基礎自治体（ヘメーンテ）で、ベルギーと国境を接している。ブレダの南西15km、ベルギーのアントウェルペンの東北東35kmの位置にある。

## 歴史
ズンデルトが歴史に登場するのは、1157年にリエージュ司教領の村Sunderdaの寄進記録である。このSunderdaは現在のKlein-Zundertに存在した、この地域に誕生した最初の集落と考えられている。ズンデルトは1853年にこの地で生まれた画家フィンセント・ファン・ゴッホの生地として世界的に有名である。マルクト広場にあったゴッホの生家は1908年に潰されたが、現在その場所にはゴッホの家博物館（Vincent van GoghHuis）が建てられている。また、ゴッホの父テオドルス（一世）が牧師をしていたプロテスタント教会が残っている。

## 行政
ズンデルト基礎自治体には次の地区がある。
- Achtmaal
- Klein-Zundert
- Rijsbergen
- Wernhout
- Zundert

## 交通
バス
マルクト広場のバス停より、115系統バス（1時間に2本運行）でブレダ駅まで所要時間32分。

## 出身人物
- フィンセント・ファン・ゴッホ（1853年 - 1890年） - 画家[2]
- テオドルス・ファン・ゴッホ（1857年 - 1891年） - フィンセントの弟。パリで画商として成功を収めた。